# Robin Judah
Robin David Judah (* 18. Juni 1930 in Kalkutta, Britisch-Indien; † 12. August 2021) war ein britischer Regattasegler.

## Werdegang
Robin Judah startete zunächst für den Ranelagh Sailing Club und war später an der Gründung des University of London Sailing Club beteiligt, nachdem er sich 1948 an der Universität London für ein Physik-Studium eingeschrieben hatte. 1950 trat er dem Royal Corinthian Yacht Club bei. Bei den Olympischen Spielen 1968 in Mexiko-Stadt startete Judah mit Charles Reynolds und David Tucker in der Regatta mit dem Drachen. Aufgrund eines Mastbruchs landete das britische Boot nur auf dem 14. Platz. 
Judah hatte mit seiner Frau Sue drei Kinder und zog später nach Bermuda. Nachdem zwei ihrer Söhne bereits früh starben, zog das Paar wieder nach Großbritannien, in die Nähe ihrer Tochter, zurück. Im Sommer 2021 starb Judah im Alter von 91 Jahren an Demenz, nachdem seine Frau etwa zwei Wochen zuvor verstorben war.